# كروتون أرجنتيني
كروتون أرجنتيني (الاسم العلمي: Croton argentinus) هو نوع من النباتات يتبع جنس الكروتون من الفصيلة الفربيونية.